# Голубея
Голубе́я — село в Дубровском районе Брянской области, в составе Рековичского сельского поселения. Расположено в 13 км к юго-востоку от посёлка городского типа Дубровка, на правом берегу Десны, в 2 км к северо-западу от железнодорожной станции Олсуфьево. Население — 51 человек (2010).

## История

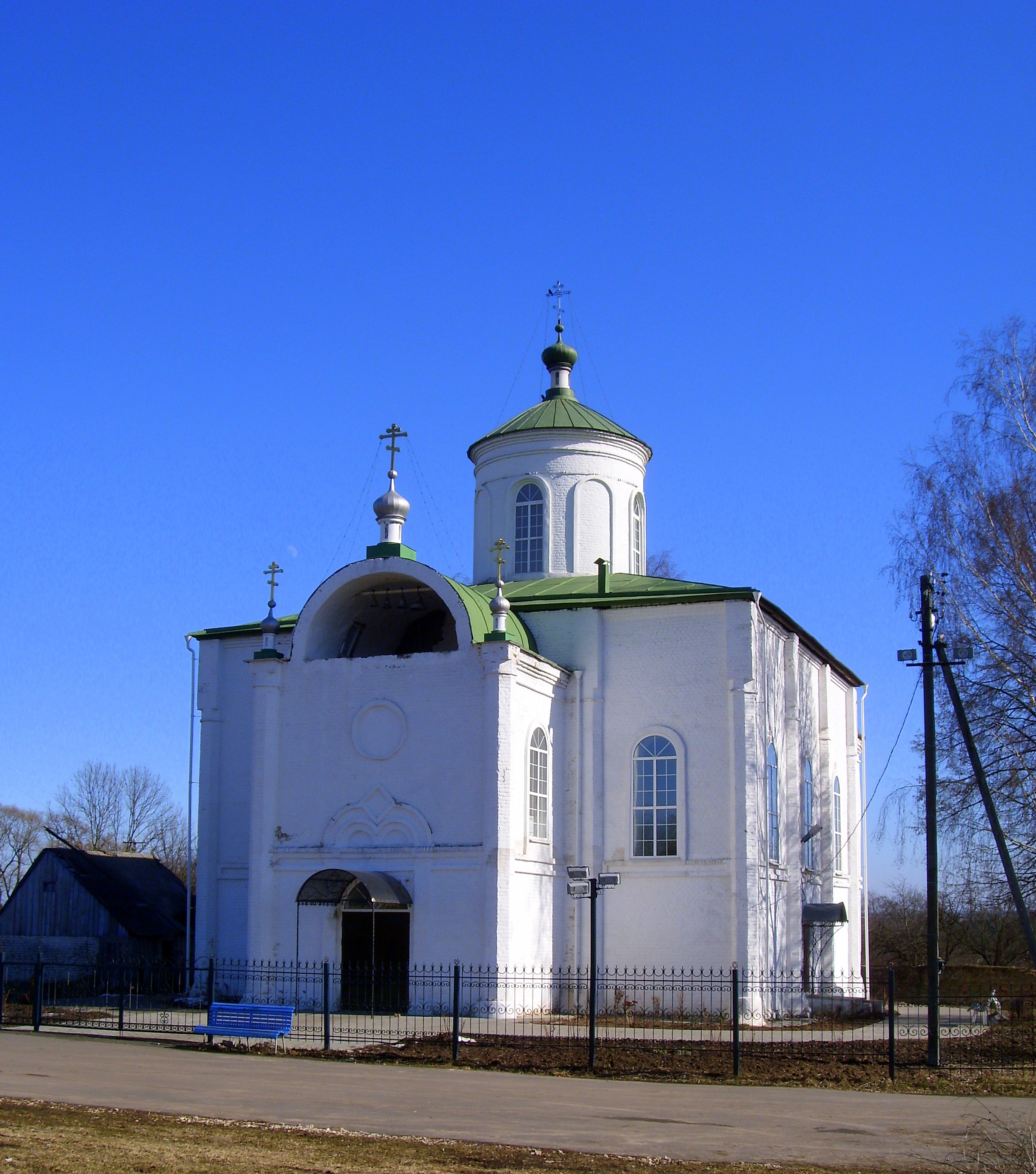
Троицкая церковь

Упоминается с XVII века в составе Брянского уезда (являлось крупнейшим селением Подывотского стана). По одной из версий, в XVII веке селом владел К. П. Нарышкин; по более достоверной версии, в XVII веке село Голубея было поместьем Толочановых, в середине XVIII века перешло к князьям Голицыным, а в первой половине XIX века — к графам Олсуфьевым.
Приход села известен с 1620-х годов; нынешнее здание Троицкой церкви было построено в 1844—1854 годах попечением и на средства В. Д. Олсуфьева; освящена 19 августа 1849 года архиепископом Орловским Смарагдом (Крыжановским). С 1897 года работала церковно-приходская школа.
С 1861 по 1924 Голубея входила в Салынскую волость Брянского (с 1921 — Бежицкого) уезда; позднее в Дубровской волости, Дубровском районе (с 1929). С 1920-х гг. по 1954 в Берестокском сельсовете, в 1954—1966 — в Салынском.